# أسل كبير الرأس
أسل كبير الرأس (الاسم العلمي:Juncus megacephalus) هو نوع من النباتات يتبع جنس الأسل من الفصيلة الأسلية.